# جی‌اس‌پی بلگراد
جی‌اس‌پی بلگراد (صربی: GSP Belgrade) شرکت دولتی ترابری صربستانی است، که در سال ۱۸۹۲ تأسیس شد.